# Joss Whedon
Joseph Hill "Joss" Whedon (/ˈwiːdən/) (New York, 1964. június 23. –) Primetime Emmy-díjas amerikai filmrendező, filmproducer, forgatókönyvíró, képregényíró és zeneszerző.

## Élete és pályafutása
Leginkább olyan televíziós sorozatok megalkotásáról híres, mint a Buffy, a vámpírok réme (1997–2003), az Angel (1999–2004), a Firefly (2002), a Dollhouse – A felejtés ára (2009–2010) és A S.H.I.E.L.D. ügynökei (2013–).
A Toy Story – Játékháború (1995) forgatókönyvének megírásáért a többi íróval együtt Oscar-jelölést kapott legjobb eredeti forgatókönyv kategóriában. Egyéb írói munkái közt található a Serenity (2005) című Firefly-folytatás, a Dr. Horrible’s Sing-Along Blog (2008) című websorozat és a Ház az erdő mélyén (2012) című horror-vígjáték.
A Marvel-moziuniverzum Bosszúállók (2012) és Bosszúállók: Ultron kora (2015) című részeit a forgatókönyvírás mellett rendezőként is jegyzi. A 2017-es Az Igazság Ligája forgatókönyvét is ő írta, valamint átvette az utómunkálatok alatti rendezői feladatokat Zack Snydertől.

## Filmográfia

### Film
| Év   | Magyar cím                         | Eredeti cím               | Feladatkör | Feladatkör | Feladatkör | Megjegyzések                        |
| Év   | Magyar cím                         | Eredeti cím               | Rendező    | Író        | Producer   | Megjegyzések                        |
| ---- | ---------------------------------- | ------------------------- | ---------- | ---------- | ---------- | ----------------------------------- |
| 1992 | Buffy, a vámpírok réme             | Buffy the Vampire Slayer  | Nem        | Igen       | Nem        |                                     |
| 1995 | Toy Story – Játékháború            | Toy Story                 | Nem        | Igen       | Nem        |                                     |
| 1997 | Alien 4. – Feltámad a Halál        | Alien Resurrection        | Nem        | Igen       | Nem        |                                     |
| 2000 | Titán – Időszámításunk után        | Titan A.E.                | Nem        | Igen       | Nem        |                                     |
| 2001 | Atlantisz – Az elveszett birodalom | Atlantis: The Lost Empire | Nem        | Sztori     | Nem        |                                     |
| 2005 | Serenity                           | Serenity                  | Igen       | Igen       | Nem        |                                     |
| 2012 | Bosszúállók                        | The Avengers              | Igen       | Igen       | Nem        |                                     |
| 2012 | Ház az erdő mélyén                 | The Cabin in the Woods    | Nem        | Igen       | Igen       | akciórendező                        |
| 2012 | Sok hűhó semmiért                  | Much Ado About Nothing    | Igen       | Igen       | Igen       | zeneszerző és vágó                  |
| 2014 |                                    | In Your Eyes              | Nem        | Igen       | Vezető     |                                     |
| 2015 | Bosszúállók: Ultron kora           | Avengers: Age of Ultron   | Igen       | Igen       | Nem        |                                     |
| 2017 | Az Igazság Ligája                  | Justice League            | Igen       | Igen       | Nem        | újravett jelenetek (rendező és író) |

Stáblistán nem feltüntetett munkái
| Év   | Magyar cím                           | Eredeti cím                         | Feladatkör | Feladatkör | Megjegyzések            |
| Év   | Magyar cím                           | Eredeti cím                         | Rendező    | Író        | Megjegyzések            |
| ---- | ------------------------------------ | ----------------------------------- | ---------- | ---------- | ----------------------- |
| 1994 | Szökésben                            | The Getaway                         | Nem        | Igen       | hozzáadott párbeszédek  |
| 1994 | Féktelenül                           | Speed                               | Nem        | Igen       | forgatókönyv újraírása  |
| 1995 | Gyorsabb a halálnál                  | The Quick and the Dead              | Nem        | Igen       | hozzáadott párbeszédek  |
| 1995 | Waterworld – Vízivilág               | Waterworld                          | Nem        | Igen       | forgatókönyv újraírása  |
| 1996 | Twister                              | Twister                             | Nem        | Igen       | forgatókönyv újraírása  |
| 2000 | X-Men – A kívülállók                 | X-Men                               | Nem        | Igen       | forgatókönyv újraírása  |
| 2011 | Thor                                 | Thor                                | Igen       | Nem        | végefőcím utáni jelenet |
| 2011 | Amerika Kapitány: Az első bosszúálló | Captain America: The First Avenger  | Nem        | Igen       | forgatókönyv újraírása  |
| 2013 | Thor: Sötét világ                    | Thor: The Dark World                | Nem        | Igen       | forgatókönyv újraírása  |
| 2014 | Amerika Kapitány: A tél katonája     | Captain America: The Winter Soldier | Igen       | Nem        | végefőcím utáni jelenet |

### Televízió
| Év        | Magyar cím                 | Eredeti cím              | Feladatkör | Feladatkör | Feladatkör      | Feladatkör | Megjegyzések                                  |
| Év        | Magyar cím                 | Eredeti cím              | Rendező    | Író        | Vezető producer | Megalkotó  | Megjegyzések                                  |
| --------- | -------------------------- | ------------------------ | ---------- | ---------- | --------------- | ---------- | --------------------------------------------- |
| 1989–1990 | Roseanne                   | Roseanne                 | Nem        | Igen       | Nem             | Nem        | story editor                                  |
| 1990      |                            | Parenthood               | Nem        | Igen       | Nem             | Nem        |                                               |
| 1997–2003 | Buffy, a vámpírok réme     | Buffy the Vampire Slayer | 28 epizód  | 25 epizód  | Igen            | Igen       |                                               |
| 1999–2004 | Angel                      | Angel                    | 7 epizód   | 12 epizód  | Igen            | Igen       | társalkotó: David Greenwalt                   |
| 2002–2003 | Firefly                    | Firefly                  | 3 epizód   | 5 epizód   | Igen            | Igen       |                                               |
| 2007      | Office                     | The Office               | 2 epizód   | Nem        | Nem             | Nem        |                                               |
| 2009–2010 | Dollhouse – A felejtés ára | Dollhouse                | 3 epizód   | 5 epizód   | Igen            | Igen       |                                               |
| 2010      | Glee – Sztárok leszünk!    | Glee                     | 1 epizód   | Nem        | Nem             | Nem        |                                               |
| 2013–2020 | A S.H.I.E.L.D. ügynökei    | Agents of S.H.I.E.L.D.   | Igen       | Igen       | Igen            | Igen       | társalkotó: Jed Whedon és Maurissa Tancharoen |
| 2021      |                            | The Nevers               | 3 epizód   | 1 epizód   | Igen            | Igen       | az 1. évad után távozott a sorozatból         |

### Online média
| Év   | Cím                            | Feladatkör | Feladatkör | Feladatkör | Feladatkör | Megjegyzések                                                                     |
| Év   | Cím                            | Rendező    | Író        | Producer   | Megalkotó  | Megjegyzések                                                                     |
| ---- | ------------------------------ | ---------- | ---------- | ---------- | ---------- | -------------------------------------------------------------------------------- |
| 2005 | R. Tam sessions                | Igen       | Igen       | Igen       | Igen       | cameoszerep                                                                      |
| 2008 | Dr. Horrible’s Sing-Along Blog | Igen       | Igen       | Igen       | Igen       | - társalkotó: Zack Whedon, Maurissa Tancharoen és Jed Whedon - zene és dalszöveg |
| 2017 | Unlocked                       | Igen       | Nem        | Nem        | Nem        | a Planned Parenthood nevű civil szervezetet támogató rövidfilm                   |

## Magyarul
- A vámpírlakoma; szöveg Joss Whedon alapján Richie Tankersley Cusick, ford. Dudik Éva Annamária; Egmont, Bp., 2002 (Buffy, a vámpírok réme)
- A madárijesztő; Joss Whedon tévésorozata alapján szöveg Christopher Golden, Nancy Holde, ford. Dudik Éva Annamária; Egmont, Bp., 2002 (Buffy, a vámpírok réme)
- Kísért a múlt; Joss Whedon tévésorozata alapján szöveg Arthur Byron Cover, ford. Dudik Éva Annamária; Egmont, Bp., 2003 (Buffy, a vámpírok réme)
- A prérifarkasok éjszakája; Joss Whedon tévésorozata alapján szöveg John Vornholt, ford. Dudik Éva Annamária; Egmont-Hungary, Bp., 2003 (Buffy, a vámpírok réme)
- Buffy, a vámpírok réme; Joss Wheddon alapján szöveg Jordie Bellaire, ill. Dan Mora, Raúl Angulo, ford. Tóth Mátyás; Panel Kalandor, Pécs, 2019 
  - 1. A gimi maga a pokol

## Fordítás
- Ez a szócikk részben vagy egészben  a   Joss Whedon című angol Wikipédia-szócikk fordításán alapul.  Az eredeti cikk szerkesztőit annak laptörténete sorolja fel. Ez a jelzés csupán a megfogalmazás eredetét és a szerzői jogokat jelzi, nem szolgál a cikkben szereplő információk forrásmegjelöléseként.